# 玻璃蝦科
玻璃虾科（学名：Pasiphaeidae）是十足目玻璃虾总科（Pasiphaeoidea）下的唯一一个科，下含7属。

## 分类

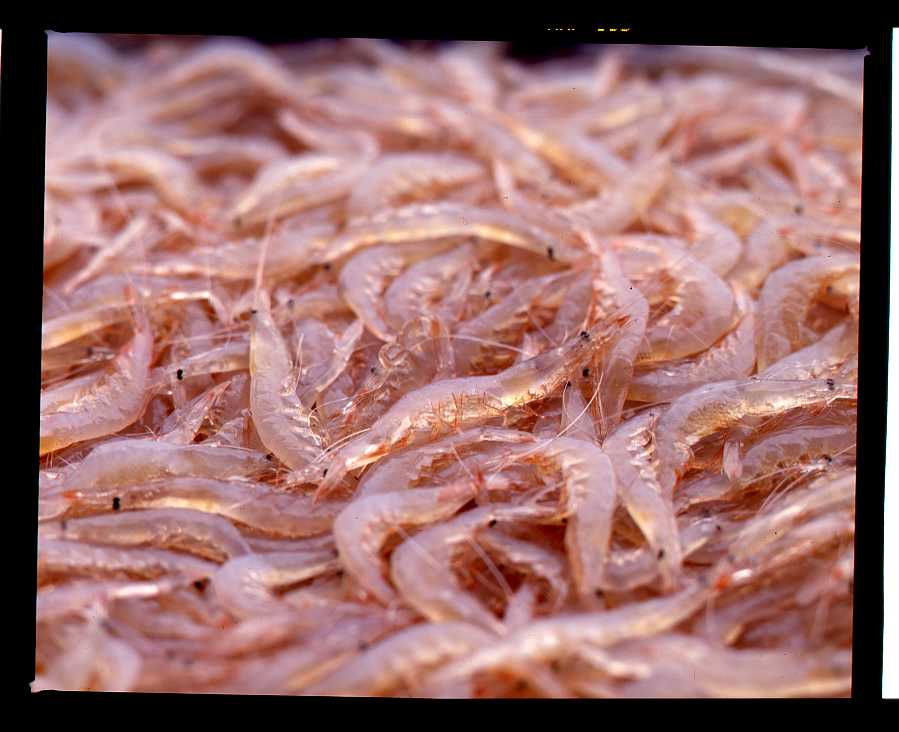
玻璃虾属的日本玻璃虾

该科的玻璃虾属、雕玻虾属、阿兰玻虾属、拟玻璃虾属、真玻璃虾属和脆肢虾属生物多生活在海下1000-2000米的水域，只有细螯虾属生活在水深不超过200米的浅海。
本科包括以下属：
- 阿兰玻虾属 Alainopasiphaea Hayashi, 1999
- 真玻璃虾属 Eupasiphae Wood-Mason, 1893
- 雕玻虾属 Glyphus Filhol, 1884
- 细螯虾属 Leptochela Stimpson, 1860
- 拟玻璃虾属 Parapasiphae Smith, 1884
- 玻璃虾属 Pasiphaea Savigny, 1816
- 脆肢虾属 Psathyrocaris Wood-Mason, 1893